# Rayane Belaid
Rayane Belaid, né le 11 février 2005 à Orihuela en Espagne, est un footballeur espagnol qui évolue au poste de milieu central à l'Atlético de Madrid.

## Biographie

### En club
Né à Orihuela en Espagne, Rayane Belaid est notamment formé par l'Atlético de Madrid, qu'il rejoint en 2016 en provenance de l'Elche CF. Considéré comme l'une des sérieuses promesses du club, il signe son premier contrat professionnel en 2023, le liant au club jusqu'en juin 2027.
Titulaire avec l'équipe Juvenil A de l'Atlético, il est un des artisans du titre de son équipe lors de la saison 2023-2024, étant sacré vainqueur du championnat de cette catégorie. Il marque 16 buts en 22 matchs cette saison-là et est considéré comme l'un des principaux atouts de son équipe.

### En sélection
Rayane Belaid est éligible pour jouer pour l'Espagne puisqu'il y est né et y a grandi, mais également pour l'Algérie dont sa famille est originaire. En octobre 2021 il joue notamment un match avec l'équipe d'Algérie des moins de 18 ans.
En novembre 2023 il reçoit une convocation de l'équipe d'Algérie des moins de 20 ans mais quelques jours plus tard il est appelé également pour jouer pour l'équipe d'Espagne des moins de 19 ans. Alors que les deux fédérations cherchent à le convaincre, le joueur décide de répondre favorablement à l'Espagne
Rayane Belaid est convoqué avec l'équipe d'Espagne des moins de 19 ans pour participer au Championnat d'Europe des moins de 19 ans en 2024. Après avoir battu l'Italie grâce à un but de Pol Fortuny (0-1 après prolongations), l'Espagne atteint la finale de la compétition. Il est titularisé lors de la finale face à la France, contre laquelle les Espagnoles l'emporte par deux buts à zéro, et remportent ainsi la compétition,.

## Palmarès
Espagne -19 ans
- Championnat d'Europe
  - Vainqueur en 2024